# Artesa de Lleida
Artesa de Lleida település Spanyolországban, Lleida tartományban. Artesa de Lleida Lleida, Torregrossa, Puigverd de Lleida, Castelldans és Aspa községekkel határos. Lakosainak száma 1539 fő (2024).

## Népesség
A település lakosságának változását az alábbi diagram mutatja:
| Lakosok száma | 69   | 694  | 1167 | 1206 | 1179 | 1379 | 1517 | 1508 | 1504 | 1539 |
|               | 1717 | 1887 | 1936 | 1960 | 1986 | 2004 | 2009 | 2014 | 2019 | 2024 |